# Operazione Dominic
La serie di test nucleari denominata Operazione Dominic si riferisce alle 31 detonazioni nucleari condotte dagli Stati Uniti d'America nell'oceano Pacifico, nell'atollo Johnston, appartenente agli USA, e sull'isola di Kiritimati, allora appartenente al Regno Unito e dal 1979 alla Repubblica di Kiribati, dal 25 aprile al 30 ottobre 1962.
In particolare, 24 test furono realizzati con ordigni sganciati tra il 25 aprile e l'11 luglio da bombardieri B-52 su una regione dell'oceano Pacifico poco a sud di Kiritimati, detta anche Isola di Natale, altri 5 test furono realizzati nello stesso modo in ottobre, nelle zone circostanti all'isola Johnston, e altri 2 furono realizzati il 4 e l'11 maggio in pieno oceano, il primo 930 km a est di Kiritimati, lanciando un missile con testata nucleare da una nave militare, e il secondo, 686 km a sud-ovest di San Diego, lanciando un missile antisommergibile.
In alcune trattazioni si considera che il numero totale dei test svolti nell'Operazione Dominic sia 36 poiché si fa rientrare all'interno di questa anche una serie di 5 test condotti con ordigni fatti esplodere ad oltre 400 km di quota grazie a missili lanciati dall'isola Johnston e nota come "serie Fishbowl", mentre in altre si considera questa serie come appartenente a un'operazione a sé stante, denominata "Operazione Fishbowl", che contò un totale di 11 test.
Dato che l'Operazione Sunbeam, una serie di esplosioni nucleari effettuate nel Nevada Test Site, fu condotta tra il 7 e il 17 luglio del 1962, ossia in contemporanea allo svolgimento dell'Operazione Dominic, essa viene talvolta indicata come "Operazione Dominic II"; di conseguenza l'operazione iniziata nell'aprile 1962 viene talvolta indicata come "Operazione Dominic I".
L'operazione, che rilasciò una potenza complessiva maggiore di tutte le altre operazioni effettuate dagli USA e che fu la più vasta ed articolata delle operazioni statunitensi di questo tipo, fu diretta dalla Joint Task Force 8 (JTF 8), che incorporava sia personale civile che militare ma che era di fatto organizzata con una struttura militare. In tutto, essa contava circa 25 000 elementi, tra cui militari dell'esercito, impiegati civili federali e operatori facenti parte del Dipartimento della Difesa (DOD) e della Commissione per l'energia atomica degli Stati Uniti d'America (AEC).

## Scopi
Gli scopi dell'operazione erano diversi ma fondamentalmente i test erano sempre tutti rivolti allo sviluppo di nuove armi. Soltanto nel caso del test Swordfish, condotto l'11 maggio 1962, lo scopo era quello di verificare il potere distruttivo dell'arma. 

## Contesto storico
L'Operazione Dominic ebbe luogo in un periodo della Guerra Fredda in cui la tensione tra Stati Uniti d'America e Unione Sovietica era particolarmente alta, essendo trascorso appena poco più di un anno dal fallito tentativo di rovesciare il governo di Fidel Castro a Cuba, messo in atto dalla CIA e noto come invasione della baia dei Porci. Il 30 agosto 1961, poi, Nikita Chruščëv aveva dichiarato la fine di una moratoria dei test nucleari durata tre anni e, due giorni dopo, l'URSS aveva sganciato la bomba Tsar in quello che fu il test nucleare più potente di tutti i tempi. L'amministrazione statunitense, presieduta da John F. Kennedy, rispose autorizzando l'esecuzione dell'Operazione Dominic, che fu la serie di test nucleari di maggior potenza complessiva, nonché la più articolata ed elaborata, mai condotta dagli Stati Uniti d'America e che si rivelò anche l'ultima serie di test atmosferici da essi condotta; con la firma del Trattato sulla messa al bando parziale degli esperimenti nucleari, entrato in vigore dal 10 ottobre 1963, infatti, gli unici test nucleari effettuabili diventarono quelli sotterranei.

## Test
| Nome         | Data e ora (UT)            | Fuso orario locale         | Sito | Altitudine + quota | Modalità, Scopo                                   | Tipo di ordigno                                                 | Potenza       | Fonti                               | Note |
| ------------ | -------------------------- | -------------------------- | --- | ------------------ | ------------------------------------------------- | --------------------------------------------------------------- | ------------- | ----------------------------------- | --- |
| Adobe        | 25 aprile 1962, 15:46:??   | LINT (-10 ore e 40 minuti) | Kiritimati, Kiribati 1.59°N 157.32°W | 0 + 884 m          | Caduta libera da aeroplano, sviluppo di armamenti | XW-50X1-Y2                                                      | 190 kt        | [ 2 ] [ 3 ] [ 4 ] [ 5 ] [ 6 ]       | Test di verifica simile ai test Aztec, Kingfish e Bluegill Triple Prime. |
| Aztec        | 27 aprile 1962, 16:02:??   | LINT (-10 ore e 40 minuti) | Kiritimati, Kiribati 1.62°N 157.31°W | 0 +796 m           | Caduta libera da aeroplano, sviluppo di armamenti | XW-50X1-Y3                                                      | 410,0 kt      | [ 2 ] [ 3 ] [ 6 ] [ 4 ]             | Test di verifica simile ai test Adobe, Kingfish e Bluegill Triple Prime, rilasciò meno energia del previsto, raggiungendo i 2,21 kt/kg.                                                                                               |
| Arkansas     | 2 maggio 1962, 18:02:??    | LINT (-10 ore e 40 minuti) | Kiritimati, Kiribati 1.58°N 157.26°W | 0 + 1533 m         | Paracadutato da aeroplano, sviluppo di armamenti  | XW-56-X2 con stadio primario Starling e stadio secondario Fife  | 1,1 Mt        | [ 2 ] [ 4 ] [ 3 ] [ 6 ]             | Test di ampio successo, raggiunse un rapporto energia liberata/peso pari a 4,0 kt/kg. |
| Questa       | 4 maggio 1962, 19:05:??    | LINT (-10 ore e 40 minuti) | Kiritimati, Kiribati 1.63°N 157.32°W | 0 + 1594 m         | Caduta libera da aeroplano, sviluppo di armamenti | XW-59 con stadio primario Tsetse                                | 670 kt        | [ 2 ] [ 4 ] [ 3 ] [ 6 ]             | Test di verifica simile ai test Alma, Rinconada e Sunset, rilasciò meno energia del previsto. |
| Frigate Bird | 6 maggio 1962, 23:30:??    | JAMT (-11 ore)             | Lanciato dalle coordinate 12.448°N 134.854°W Detonato in mare aperto alle coordinate 4.833°N 149.417°W, 930 km a nord-est di Kiritimati. | N/A + 2530 m       | Su razzo, sviluppo di armamenti                   | W47Y1 con stadio primario Robin                                 | 600 kt        | [ 2 ] [ 4 ] [ 3 ] [ 6 ]             | Lanciato a bordo di un missile balistico Polaris A2 dallo USS Ethan Allen, detonò come previsto a circa 2 km dall'obbiettivo. |
| Yukon        | 8 maggio 1962, 18:01:??    | LINT (-10 ore e 40 minuti) | Kiritimati, Kiribati 1.62°N 157.32°W | 0 + 878 m          | Paracadutato da aeroplano, sviluppo di armamenti  | Stadio primario Kinglet con stadio secondario Calliope II       | 100 kt        | [ 2 ] [ 4 ] [ 3 ] [ 6 ]             | Simile ai test Muskegon, Chetco e ai test Arikaree, Hudson, Codsaw e Hoosic dell'Operazione Nougat, fu il primo test di una bomba della famiglia alta fusione/bassa fissione. Rilasciò un'energia di poco maggiore a quanto previsto. |
| Mesilla      | 9 maggio 1962, 17:01:??    | LINT (-10 ore e 40 minuti) | Kiritimati, Kiribati 1.58°N 157.3°W | 0 + 747 m          | Caduta libera da aeroplano, sviluppo di armamenti | Stadio secondario Zippo I                                       | 100 kt        | [ 2 ] [ 4 ] [ 3 ] [ 6 ]             | Test di uno stadio primario e di un secondario di nuova concezione. Rilascio meno energia del previsto. |
| Muskegon     | 11 maggio 1962, 15:37:??   | LINT (-10 ore e 40 minuti) | Kiritimati, Kiribati 1.59°N 157.32°W | 0 + 913 m          | Paracadutato da aeroplano, sviluppo di armamenti  | Stadio primario Kinglet e stadio secondario Harp                | 50 kt         | [ 2 ] [ 4 ] [ 3 ] [ 6 ]             | Simile ai test Yukon e Chetco, fu il test di un prototipo avanzato di un ordigno leggero a bassa fissione. Rilasciò meno energia del previsto.                                                                                        |
| Swordfish    | 11 maggio 1962, 20:02:05,9 | PST (-8 ore)               | Oceano Pacifico, al largo delle coste della California 31.245°N 124.212°W                                                                | 0 - 198 m          | Sottomarino, Effetto di armamenti                 | W44                                                             | Meno di 20 kt | [ 2 ] [ 4 ] [ 3 ] [ 3 ] [ 6 ]       | Simile al test Chena dell'Operazione Nougat, fu il test di un missile antisommergibile RUR-5 ASROC lanciato dalla USS Agerholm verso un bersaglio distante circa 4 km.                                                                |
| Encino       | 12 maggio 1962, 17:03:??   | LINT (-10 ore e 40 minuti) | Kiritimati, Kiribati 1.58°N 157.31°W | 0 + 1679 m         | Caduta libera da aeroplano, sviluppo di armamenti | XW-43Y5                                                         | 500 kt        | [ 2 ] [ 4 ] [ 3 ] [ 6 ]             | Test di una versione a basso potenziale dell'ordigno utilizzato nel test Elder dell'Operazione Hardtack I. |
| Swanee       | 14 maggio 1962, 15:22:??   | LINT (-10 ore e 40 minuti) | Kiritimati, Kiribati 1.57°N 157.32°W | 0 + 896 m          | Paracadutato da aeroplano, sviluppo di armamenti  | W56                                                             | 97 kt         | [ 2 ] [ 4 ] [ 3 ] [ 6 ]             | Test esplorativo di una testata pulita, fu simile al test Bluestone e rilasciò meno energia del previsto. |
| Chetco       | 19 maggio 1962, 15:37:??   | LINT (-10 ore e 40 minuti) | Kiritimati, Kiribati 1.6°N 157.33°W | 0 + 2105 m         | Paracadutato da aeroplano, sviluppo di armamenti  | Stadio primario Kinglet con stadio secondario Calliope I        | 73 kt         | [ 2 ] [ 4 ] [ 3 ] [ 6 ]             | Simile ai test Yukon e Muskegon, fu il test di un prototipo avanzato di un ordigno leggero a bassa fissione. Rilasciò una quantità di energia molto simile a quella prevista.                                                         |
| Tanana       | 25 maggio 1962, 16:09:??   | LINT (-10 ore e 40 minuti) | Kiritimati, Kiribati 1.6°N 157.3°W | 0 + 2752 m         | Paracadutato da aeroplano, sviluppo di armamenti  | Stadio primario Kinglet con stadio secondario Calliope III      | 2,6 kt        | [ 2 ] [ 4 ] [ 3 ] [ 6 ]             | Lo stadio secondario non si innescò e il tutto risultò in una fiammella. |
| Nambe        | 27 maggio 1962, 17:03:??   | LINT (-10 ore e 40 minuti) | Kiritimati, Kiribati 1.59°N 157.32°W | 0 + 2176 m         | Caduta libera da aeroplano, sviluppo di armamenti | Stadio primario Scarab con stadio secondario Zippo II           | 43 kt         | [ 2 ] [ 4 ] [ 3 ] [ 3 ] [ 6 ]       | Test di un prototipo avanzato, rilasciò meno energia del previsto. |
| Alma         | 8 giugno 1962, 17:03:??    | LINT (-10 ore e 40 minuti) | Kiritimati, Kiribati 1.52°N 157.21°W | 0 + 2702 m         | Caduta libera da aeroplano, sviluppo di armamenti | XW-59                                                           | 782 kt        | [ 2 ] [ 4 ] [ 3 ] [ 6 ]             | Test di verifica simile ai test Questa, Rinconada e Sunset, rilasciò meno energia del previsto. |
| Truckee      | 9 giugno 1962, 15:37:??    | LINT (-10 ore e 40 minuti) | Kiritimati, Kiribati 1.58°N 157.3°W | 0 + 2125 m         | Paracadutato da aeroplano, sviluppo di armamenti  | XW-58, stadio primario Kinglet con stadio secondario Tuba       | 210 kt        | [ 2 ] [ 4 ] [ 3 ] [ 6 ]             | Test di sviluppo e verifica per il missile Polaris A-3, risultò soddisfacente. |
| Yeso         | 10 giugno 1962, 17:01:??   | LINT (-10 ore e 40 minuti) | Kiritimati, Kiribati 1.5°N 157.24°W | 0 + 2537 m         | Caduta libera da aeroplano, sviluppo di armamenti | Ordigno 16-M con stadio primario Tsetse                         | 3 Mt          | [ 2 ] [ 4 ] [ 3 ] [ 6 ]             | Test di un prototipo avanzato simile a quello utilizzato nel test Koa dell'Operazione Hardtack I, si comportò come previsto. |
| Harlem       | 12 giugno 1962, 15:37:??   | LINT (-10 ore e 40 minuti) | Kiritimati, Kiribati 1.57°N 157.22°W | 0 + 4160 m         | Paracadutato da aeroplano, sviluppo di armamenti  | W-47Y2, stadio primario Robin e stadio secondario Fife          | 1,2 Mt        | [ 2 ] [ 4 ] [ 3 ] [ 6 ]             | Test di successo, rilasciò il doppio della potenza del W-47Y1, arrivando a un rapporto energia rilasciata/peso pari a 3,42 kt/kg. |
| Rinconada    | 15 giugno 1962, 16:01:??   | LINT (-10 ore e 40 minuti) | Kiritimati, Kiribati 1.56°N 157.23°W | 0 + 2,7 m          | Caduta libera da aeroplano, sviluppo di armamenti | XW-59 "Wall"                                                    | 800 kt        | [ 2 ] [ 4 ] [ 3 ] [ 6 ]             | Test di verifica simile ai test Questa, Alma e Sunset, arrivò a un rapporto energia rilasciata/peso pari a 3,48 kt/kg. |
| Dulce        | 17 giugno 1962, 16:01:??   | LINT (-10 ore e 40 minuti) | Kiritimati, Kiribati 1.59°N 157.28°W | 0 + 2771 m         | Caduta libera da aeroplano, sviluppo di armamenti | Stadio secondario Zippo                                         | 52 kt         | [ 2 ] [ 4 ] [ 3 ] [ 3 ] [ 6 ]       | Test di un ordigno leggero ad alto potenziale simile a quello utilizzato nel test Mesilla. |
| Petit        | 19 giugno 1962, 15:01:??   | LINT (-10 ore e 40 minuti) | Kiritimati, Kiribati 1.57°N 157.28°W | 0 + 4570 m         | Paracadutato da aeroplano, sviluppo di armamenti  | Stadio primario Kinglet con stadio secondario Oboe              | 2,2 kt        | [ 2 ] [ 4 ] [ 3 ] [ 6 ]             | Test di un prototipo avanzato. Lo stadio secondario non si innescò e il tutto risultò in una fiammella. |
| Otowi        | 22 giugno 1962, 16:01:??   | LINT (-10 ore e 40 minuti) | Kiritimati, Kiribati 1.58°N 157.31°W | 0 + 2746 m         | Caduta libera da aeroplano, sviluppo di armamenti | Stadio primario Zippo con stadio secondario Zippo III           | 81,5 kt       | [ 2 ] [ 4 ] [ 3 ] [ 6 ]             | |
| Bighorn      | 27 giugno 1962, 15:19:??   | LINT (-10 ore e 40 minuti) | Kiritimati, Kiribati 1.37°N 157.24°W | 0 + 3600 m         | Caduta libera da aeroplano, sviluppo di armamenti | Stadio primario Swan con stadio secondario Cello I-C            | 7,7 Mt        | [ 2 ] [ 4 ] [ 3 ] [ 6 ]             | Test riuscito di un prototipo avanzato, arrivò a un rapporto energia rilasciata/peso pari a 4,14 kt/kg. |
| Bluestone    | 30 giugno 1962, 15:21:??   | LINT (-10 ore e 40 minuti) | Kiritimati, Kiribati 1.53°N 157.25°W | 0 + 1518 m         | Paracadutato da aeroplano, sviluppo di armamenti  | Primario XW-56-X2                                               | 1,27 Mt       | [ 2 ] [ 4 ] [ 3 ] [ 6 ]             | Test di verifica simile al test Swanee, arrivò a un rapporto energia rilasciata/peso pari a 4,96 kt/kg. |
| Sunset       | 10 luglio 1962, 16:33:??   | LINT (-10 ore e 40 minuti) | Kiritimati, Kiribati 1.6°N 157.26°W | 0 + 1500 m         | Caduta libera da aeroplano, sviluppo di armamenti | XW-59                                                           | 1,0 Mt        | [ 2 ] [ 4 ] [ 3 ] [ 6 ]             | Test di verifica simile ai test Questa, Alma e Rinconada, arrivò a un rapporto energia rilasciata/peso pari a 4,06 kt/kg. |
| Pamlico      | 11 luglio 1962, 15:37:??   | LINT (-10 ore e 40 minuti) | Kiritimati, Kiribati 1.39°N 157.22°W | 0 + 4370 m         | Paracadutato da aeroplano, sviluppo di armamenti  | Stadio primario Kinglet con stadio secondario Ripple I          | 3,9 Mt        | [ 2 ] [ 4 ] [ 3 ] [ 6 ] [ 5 ] [ 7 ] | Test di un ordigno a fusione ad alta efficienza sperimentale, si trattò dell'ultimo test effettuato nell'area di Kirimati. Arrivò a un rapporto energia rilasciata/peso pari a 0,934 kt/kg.                                           |
| Androscoggin | 2 ottobre 1962, 16:18:??   | JAMT (-11 ore)             | Isola Johnston, atollo Johnston 13.8°N 172.1°W                                                                                           | 0 + 3130 m         | Caduta libera da aeroplano, sviluppo di armamenti | Stadio primario Kinglet con stadio secondario Ripple II         | 75 kt         | [ 2 ] [ 4 ] [ 3 ] [ 6 ] [ 5 ]       | Lo stadio secondario non funzionò a dovere e tutto si risolse in una fiammella. Fu risperimentato in seguito nel test Housatonic. |
| Bumping      | 6 ottobre 1962, 16:03:??   | JAMT (-11 ore)             | Isola Johnston, atollo Johnston 13.8°N 172.1°W                                                                                           | 0 + 3050 m         | Caduta libera da aeroplano, sviluppo di armamenti | Stadio primario Kinglet con stadio secondario Oboe              | 11,3 kt       | [ 2 ] [ 4 ] [ 3 ] [ 3 ] [ 6 ]       | Si trattò di un nuovo test della configurazione sperimentata nel test Petit volto ad aumentare il rapporto energia rilasciata/peso. Rilasciò meno energia del previsto.                                                               |
| Chama        | 18 ottobre 1962, 16:01:??  | JAMT (-11 ore)             | Isola Johnston, atollo Johnston 14.6°N 168.7°W                                                                                           | 0 + 3650 m         | Paracadutato da aeroplano, sviluppo di armamenti  | Stadio primario Croton con stadio secondario Thumbelina o Zuppy | 1,59 Mt       | [ 2 ] [ 4 ] [ 3 ] [ 6 ]             | Test di ordigno leggero e di piccole dimensioni, rilasciò meno energia del previsto. |
| Calamity     | 27 ottobre 1962, 15:46:??  | JAMT (-11 ore)             | Isola Johnston, atollo Johnston 14.6°N 168.4°W                                                                                           | 0 + 3590 m         | Caduta libera da aeroplano, sviluppo di armamenti | Stadio primario Kinglet con stadio secondario Ripple III        | 800 kt        | [ 2 ] [ 4 ] [ 3 ] [ 6 ]             | Test di una terza variante dello stadio secondario Ripple volto ad aumentare l'efficienza dell'ordigno. |
| Housatonic   | 30 ottobre 1962, 16:02:??  | JAMT (-11 ore)             | Isola Johnston, atollo Johnston 13.7°N 172.2°W                                                                                           | 0 + 3700 m         | Caduta libera da aeroplano, sviluppo di armamenti | Stadio primario Kinglet con stadio secondario Ripple II         | 9,96 Mt       |                                     | Si trattò di una ripetizione del test Androscoggin, che questa volta ebbe successo. Fu l'ultimo test statunitense che vide lo sgancio di un ordigno da un aeroplano e risultò essere un'esplosione "pulita" al 99,9%.                 |

1. ↑  Gli Stati Uniti d'America, la Francia e il Regno Unito chiamano ogni loro singolo test con un nome in codice, mentre Unione Sovietica e Cina, salvo rari casi, non lo fanno, quindi i loro test sono identificati solo da numeri. Un trattino seguito da un numero indica un membro di un test a salve.
2. ↑  Per convertire l'ora universale in ora locale, si deve aggiungere alla prima il numero tra parentesi.
3. ↑  Nome del luogo e corrispettive coordinate. Nel caso di test missilistici, viene indicato il luogo di lancio del missile prima del luogo della detonazione. Mentre alcune località possono essere indicate con sicurezza, nel caso, ad esempio, di esplosioni in alta atmosfera, le indicazioni possono essere piuttosto inaccurate.
4. ↑  Con "altitudine" si intende l'altezza rispetto al livello del mare del terreno posto direttamente sotto l'esplosione, mentre con "quota" si intende la distanza tra tale punto e l'esplosione. Nel caso di test missilistici, il livello del terreno è indicato con "N/A". L'assenza di numeri o altre indicazioni sta a significare che il valore è sconosciuto.
5. ↑  L'energia liberata espressa in chilotoni e megatoni.